# Maryse Rivière
Pour les articles homonymes, voir Rivière (homonymie).
Maryse Rivière, née le 22 juillet 1956, est une romancière française.

## Œuvre
- Sous le signe de la Souris, Le Faouët, France, Liv'éditions, coll. « Liv'en poche : roman suspense », 2008, 399 p.  (ISBN 978-2-84497-124-1)
- Le Roman de Gournay, Le Faouët, France, Liv'éditions, 2008, 275 p.  (ISBN 978-2-84497-153-1)
- Le Fracas des hommes, avec Bernard Marc, Paris, Éditions Calmann-Lévy, 2011, 375 p.  (ISBN 978-2-7021-4125-0)
- Tromper la mort, Paris, Éditions Fayard, 2014, 370 p.  (ISBN 978-2-213-68193-1)
- Escales imprévues, Les Éditions du Net, 2016,154 p.  (ISBN 978-2-312-04317-3) sous le pseudonyme de Dominique Raimbault
- Peur sur Montmartre, Paris, Éditions Fayard, 2016, 399 p.  (ISBN 978-2-213-69381-1)
- Eugène Carrière ou la magie du rêve, Paris, Éditions L'Harmattan, 2021, 262 p.  (ISBN 978-2-343-24638-3)
- La Salle d'attente, THEATRE, Editions L'Harmattan, 2024  (ISBN 978-2-336-44318-8)[2]

## Prix et récompenses
- Prix du Goéland masqué 2009 pour Sous le signe de la Souris[3]
- Prix du Salon d'Île-de-France, Grand prix de la ville de Mennecy 2011, prix des médiathèques de Clermont-Ferrand, prix des Grandes Tartines 2012 pour Le Fracas des hommes[réf. nécessaire]
- Prix du Quai des Orfèvres 2015 pour Tromper la mort[3],[4]